# Kapliczka na Przełęczy Ślemieńskiej
Kapliczka na Przełęczy Ślemieńskiej – murowana kapliczka Najświętszej Maryi Panny Królowej Polski, znajdująca się na Przełęczy Ślemieńskiej między dwoma grzbietami Pasm Pewelsko-Krzeszowskich, w granicach wsi Pewel Ślemieńska w województwie śląskim, powiecie żywieckim, w gminie Świnna. Kapliczka znajduje się na skrzyżowaniu drogi ze Ślemienia do Pewli Slemieńskiej z dwoma lokalnymi drogami, na skrzyżowaniu ulicy Krakowskiej z ulicą Poziomkową.
Kapliczkę ufundowało w 1818 r. trzech okolicznych mieszkańców. Stromo zwieńczony dach wybudowano pod koniec XX wieku staraniem ks. Tadeusza Stawiarskiego. Wewnątrz kapliczki jest rzeźba Chrystusa upadającego pod krzyżem i napis „Na grzbiecie moim budowali grzeszni i przedłużyli nieprawości swoje”.
Rejon kapliczki jest dobrym punktem widokowym. Spod kapliczki drogą na północny zachód można w ciągu 20 minut dojść do odwiedzanego przez pielgrzymów kościoła na Jasnej Górce.